# Cvitko Bilić
Cvitko Bilić (* 19. Oktober 1943 in Loborika, Königreich Italien, heute Kroatien) ist ein ehemaliger jugoslawischer Radrennfahrer. Er gilt als bester Radsportler in der Geschichte des Landes.

## Karriere
1961 wurde Cvitko Bilić jugoslawischer Junioren-Meister im Straßenrennen. Er war bis 1974 als Leistungsradsportler aktiv. In diesen Jahren wurde er zweimal jugoslawischer Meister im Einzelzeitfahren (1970 und 1972), einmal im Querfeldeinrennen. Viermal (1966, 1967, 1970, 1971) belegte er den zweiten Platz bei den nationalen Meisterschaften im Straßenrennen, den Titel konnte er nie gewinnen. 1965 und 1971 gewann er die Jugoslawien-Rundfahrt, dreimal (1967, 1968 und 1970) die Istrian Spring Trophy und je zweimal (1971 und 1973) die Kroatien-Slowenien-Rundfahrt sowie die Serbien-Rundfahrt (1971 und 1973). 1969 und 1971 gewann er das Etappenrennen Alpe–Adria. In der Jugoslawien-Rundfahrt 1966 gewann er drei Etappen, 1965 waren es zwei.
Zum Abschluss seiner sportlichen Karriere gewann er 1973 den Gran Premio della Liberazione. Bilić war auch auf der Bahn aktiv und errang dort nationale Titel. Cvitko Bilić startete 1963 (65. im Gesamtklassement) und 1970 (ausgeschieden) bei der Internationalen Friedensfahrt.
Zweimal startete Bilić bei Olympischen Spielen: 1968 in Mexiko-Stadt belegte er Platz 25 im Straßenrennen und wurde gemeinsam mit dem jugoslawischen Team 16. im Mannschaftszeitfahren, 1972 in München wurde die jugoslawische Mannschaft mit Bilić 21. im Zeitfahren. Bei den Olympischen Sommerspielen 1988 in Seoul betreute er die jugoslawische Mannschaft als Mannschaftskapitän und Trainer.

## Ehrungen
1966 wurde Bilić kroatischer Sportler des Jahres.

### Erfolge
1961
- Jugoslawischer Meister – Straßenrennen (Junioren)

1965
- Gesamtwertung Jugoslawien-Rundfahrt

1966

- Jugoslawischer Meister – Einzelzeitfahren

1967
- Gesamtwertung Istrian Spring Trophy

1968
- Gesamtwertung Istrian Spring Trophy

1969
- Gesamtwertung Alpe-Adria

1970
- Jugoslawischer Meister – Einzelzeitfahren
- Gesamtwertung Istrian Spring Trophy

1971
- Jugoslawischer Meister – Querfeldeinrennen
- Jugoslawischer Meister – Einzelzeitfahren
- Gesamtwertung und eine Etappe Jugoslawien-Rundfahrt
- Gesamtwertung und eine Etappe Serbien-Rundfahrt
- Gesamtwertung Kroatien-Slowenien-Rundfahrt
- Gesamtwertung Alpe-Adria

1973
- Jugoslawischer Meister – Einzelzeitfahren
- Gesamtwertung Serbien-Rundfahrt

1973
- Gran Premio della Liberazione
- Gesamtwertung Kroatien-Slowenien-Rundfahrt

### Teams
- 1968–1974 Siporex Pula

## Doping
1967 wurde Bilić mit drei weiteren Fahrern bei der Tour de l’Avenir in Frankreich nach der 9. Etappe aus dem Rennen ausgeschlossen, da bei ihnen Dopingmittel nachgewiesen wurden.